# Erin Cardillo
Erin Cardillo (née le 17 février 1977 à White Plains, New York) est une actrice américaine. Elle est connue pour son rôle de Emma Tutweiller dans la série La Vie de croisière de Zack et Cody diffusée sur Disney Channel, et pour son rôle de Esme Vanderheusen dans Passions de James E. Reilly.

## Filmographie

### Cinéma
- 2004 : The Greatest Short Film Ever!!! : Jamie
- 2004 : The Murder of Donovan Slain : Donovan Slain/Beth Mack/Mary Duffy
- 2005 : In the Mix : Rachelle
- 2006 : Sunday Morning
- 2006 : Even Money : Anne
- 2007 : The Box : Tatiana
- 2008 : The Hottie & the Nottie : La professeur de yoga
- 2008 : Superglue : Lauren
- 2009 : Four Steps : Jackie
- 2010 : The Truth : Dana Davenport
- 2010 : Sex Tax: Based on a True Story : Nicki Daniels
- 2011 : The Last Days (Son of Morning) de Yaniv Raz : Jennifer
- 2012 : RockBarnes: The Emperor in You : Sasha

### Télévision
- 2000 : Madigan de père en fils (Madigan Men) (série télévisée) : Nicole
- 2001 : New York, police judiciaire (Law & Order) (série télévisée) : Jenny
- 2002 : That '70s Show (série télévisée) : Lisa
- 2003 : La Vie avant tout (Strong Medicine) (série télévisée) : Gayla
- 2003 : Six Sexy (série télévisée) : Connie
- 2005 : Preuve à l'appui (Crossing Jordan) (série télévisée) : Peta Longo
- 2005 : FBI : Portés disparus (Without a Trace) (série télévisée) : Karen Garber
- 2005 - 2008 : Passions (série télévisée) : Esme Vanderheusen
- 2006 : Freddie (série télévisée) : Veronica
- 2007 : How I Met Your Mother (série télévisée) : Trésor (S02E19)
- 2007 : Las Vegas (série télévisée) : Kelly Crewer
- 2008 : Les Experts : Manhattan (CSI: Manhattan) (série télévisée) : Elizabeth Barker
- 2008 : La Vie de palace de Zack et Cody (The Suit Life of Zack and Cody) (série télévisée) : Emma Tutweiller
- 2008 - 2011 : La Vie de croisière de Zack et Cody (The Suit Life on Deck) (série télévisée) : Emma Tutweiller
- 2010 : Justified (série télévisée) : Samantha
- 2011 : The Last Resort (Téléfilm) : Mme Morehead
- 2011 : Les Experts : Miami (CSI: Miami) (série télévisée) : Brooke Shepherd
- 2012 : Hawaii 5-0 (Hawaii-Five-0) (série télévisée) : Megan Koruba (VF : Marie Giraudon)
- 2012 : The Client List (série télévisée) : Skyler
- 2013 : Bones, saison 8, épisode 20 (série télévisée) : Lauren Martin
- 2015 : Esprits criminels, saison 11, épisode 9 (série télévisée) : Jillian Carter